# 不自由
| ウィキペディアには「不自由」という見出しの百科事典記事はありません（タイトルに「不自由」を含むページの一覧/「不自由」で始まるページの一覧）。 代わりにウィクショナリーのページ「不自由」が役に立つかもしれません。 |